# Konstanty Wincenty Plejewski
Konstanty Wincenty Plejewski herbu Lubicz (ur. 7 kwietnia 1767 w Górznie, zm. 24 lutego 1838 w Łazach) – polski duchowny rzymskokatolicki, biskup pomocniczy płocki.

## Życiorys
29 maja 1790 otrzymał święcenia diakonatu, a 6 czerwca 1790 prezbiteriatu. 24 listopada 1823 papież Leon XII prekonizował go biskupem pomocniczym diecezji płockiej oraz biskupem in partibus infidelium laganijskim. 8 lutego 1824 przyjął sakrę biskupią z rąk biskupa płockiego Adama Michała Prażmowskiego. Współkonsekratorami byli biskup janowski Feliks Łukasz Lewiński oraz biskup pomocniczy kujawski Józef Marceli Dzięcielski. 
W 1830 roku zadeklarował wsparcie finansowe uczestników powstania listopadowego, nie wywiązał się jednak z tych zobowiązań, pomimo interwencji osób wspierających powstanie. Biskupem pomocniczym płockim był do śmierci. Zmarł w nocy z 23 na 24 lutego 1838 roku we wsi Łazy między Płockiem a Warszawą, w czasie podróży na pogrzeb arcybiskupa warszawskiego Stanisława Choromańskiego. Został pochowany w katedrze płockiej. W 1854 roku w kaplicy św. Zygmunta kapituła katedralna ufundowała mu epitafium.